# Flowing Gold
Flowing Gold é um filme de aventura estadunidense de 1940 estrelado por John Garfield, Frances Farmer e Pat O'Brien. Foi baseado no romance de mesmo nome de Rex Beach. O romance já havia sido adaptado para o cinema em 1924.

## Elenco
- John Garfield ...John Alexander, aka "Johnny Blake"
- Frances Farmer ...Linda Chalmers
- Pat O'Brien ...Ian "Hap" O'Connor
- Raymond Walburn ...Ellery Q. "Wildcat" Chalmers
- Cliff Edwards ..."Hot Rocks" Harris
- Tom Kennedy ..."Petunia"
- Granville Bates ...Charles Hammond
- Jody Gilbert ...Tillie/Mrs. Harris
- Edward Pawley ...Collins
- Frank Mayo ...Mike Brannigan
- William Marshall ...Joe
- Sol Gorss ...Luke
- Virginia Sale ...enfermeira
- John Alexander ...xerife
- Heinie Conklin ...homem (sem créditos)
- Jack Mower ...deputado (sem créditos)